# Ida Peelen

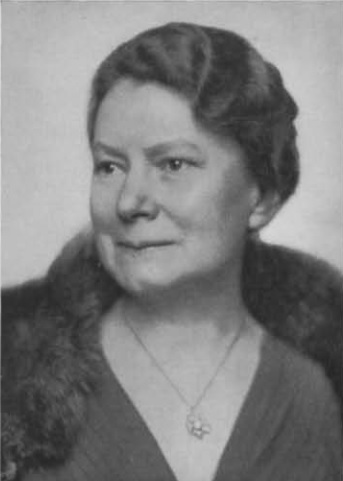
Ida Peelen

Ida Carolina Eugenie Peelen (* 10. November 1882 in Palembang, Niederländisch-Indien; † 10. März 1965 in Zeist) war eine niederländische Kunsthistorikerin  und Museumsdirektorin. Die unverheiratet gebliebene Ida Peelen gehörte zu den ersten Niederländerinnen, die sich beruflich mit Kunstgeschichte beschäftigte.

## Leben und Wirken
In ihrer Familie reformierter Konfession wurde Ida Peelen beizeiten mit anthroposophischem Gedankengut konfrontiert. Idas Vater, der niederländische Kolonialbeamte Jan Peelen (1852–1943), ging 1889 mit seiner fünfköpfigen Familie nach Den Haag. Im selben Jahr starb Ida Peelens Mutter Carolina Jacoba Catharina Scherius (* 1857) bei der Geburt des vierten Kindes. Ida kam mit einer ihrer jüngeren Schwestern bei einem Amsterdamer Onkel väterlicherseits und seiner Frau unter. Sie blieb auch dort, als der Vater 1895 wieder heiratete. Auf einem Amsterdamer Mädchengymnasium machte Ida Peelen ihr Abitur, besuchte ein Lehrerinnenseminar und konnte mit dieser Vorbildung an der Universität Amsterdam bei Hajo Brugmans (1868–1939) Geschichte und bei dem Privatdozenten Willem Vogelsang Kunstgeschichte studieren. 1905 schloss sie ihre Studien mit dem Lehrerinnendiplom (Staatsexamen) ab. Vogelsang brachte Ida Peelen im Rijksmuseum Amsterdam in der Abteilung Geschichte und Kunst als Volontärin unter. 1908 bis 1912 arbeitete sie in diesem Museum in der Grafischen Sammlung. Sie erarbeitete Kataloge zum Kunsthandwerk (Möbel, Keramik, Porzellan). Daneben unterrichtete sie an einem Haarlemer Mädchengymnasium Kunstgeschichte.
1912 zog Ida Peelen nach Den Haag und wurde unter Hendrik Enno van Gelder (1876–1960) stellvertretende Direktorin des Gemeentemuseums. Neben der Tagesarbeit – bestehend aus Führungen, Vorträgen und Unterricht – war sie 1913 Mitautorin eines Katalogs über Christliche Kunst in ’s-Hertogenbosch, schrieb 1916 einen Katalog  über holländisches Porzellan im 19. Jahrhundert und legte 1917 den ersten wissenschaftlichen Katalog über die Sammlung niederländischen Porzellans im Museum vor. In ihrer Freizeit bildet sie sich in Anthroposophie weiter.
1918 zog Ida Peelen nach Delft und wurde in der Nachfolge von Adolf le Comte (1850–1921) Direktorin des Museum Lambert van Meerten. Als erste Direktorin eines Nationalmuseums in den Niederlanden erreichte sie in ihren Dienstjahren bis 1947 durch vielfältige Aktivitäten internationales Interesse. So konnte sie 1920 die Sammlung altholländischer Fliesen von Jan Schouten (1852–1937) für das Museum erwerben. Daneben stand Ida Peelen ab 1929 der Sammlung Mesdag – ebenfalls ein Nationalmuseum – als Direktorin vor. 1934 übernahm Wilhelm Martin, der Direktor des Museums Mauritshuis, die Leitung dieses Den Haager Museums.
Anlässlich ihrer Pensionierung im Jahre 1947 wurde Ida Peelen zum Ritter des Ordens von Oranien-Nassau geschlagen.
Die letzten Lebensjahre verbrachte Ida Peelen im anthroposophischen Pflegeheim Huize Valckenbosch in Zeist.
Ihr wissenschaftliches Spezialgebiet war das Kunstgewerbe, insbesondere Keramik und Porzellan.

## Schriften (Auswahl)
Siehe das vollständige Schriftenverzeichnis bei Yvette Florence Marcus-de Groot: Kunsthistorische vrouwen van weleer. De eerste generatie in Nederland vóór 1921. Hilversum 2003, S. 415–416.
- (Hrsg.): Feest-bundel Dr. Abraham Bredius aangeboden den achttienden april 1915. Amsterdam 1915
- Achttiende-eeuwsch Hollandsch porcelein. Gemeente-Museum te 's-Gravenhage, 15 September–15 November 1916. Den Haag 1916
- Catalogus van de verzameling Nederlandsch aardewerk. Den Haag 1917
- Rijks-Museum „Huis Lambert van Meerten“ te Delft. Gids. Delft 1922